# USS LST-1149
O USS LST-1149 foi um navio de guerra norte-americano da classe LST que operou durante a Segunda Guerra Mundial.